# جاك أبوت
جاك أبوت (بالإنجليزية: Jack Abbott) هو كاتب أمريكي، ولد في 21 يناير 1944 في أوسكودا في الولايات المتحدة، وتوفي في 10 فبراير 2002 في Wende Correctional Facility ‏ في الولايات المتحدة بسبب شنق.